# Hwangju
Hwangju (Hán Việt: Hoàng Châu) là một huyện thuộc tỉnh Hwanghae Bắc tại Cộng hòa Dân chủ Nhân dân Triều Tiên. Huyện giáp với Sariwon và Pongsan ở phía nam, giáp với Songrim và Kangnam ở phía tây bắc, giáp với Yontan ở phía đông, giáp với Chunghwa ở phía bắc, giáp với huyện Anak của tỉnh Hwanghae Nam và sông Đại Đồng ở phía tây

## Lịch sử
Vào thời nhà Triều Tiên, Hwangju là một trong các thành quan trọng trong khu vực, chữ đầu tiên trong tên của đạo Hwanghae bắt nguồn từ Hwangju. Năm 1930 độ quan trọng của nó tăng lên khi Songrim trở thành một thị trấn của Hwangju, huyện được nâng cấp thành đô thị và đổi tên thành Kyomipo (Kenjiho trong tiếng Nhật). Khi đó, Nhật Bản đã xây dựng một nhà máy thép và mang đến sự phồn thịnh cho Hwangju. Năm 1947 Songrim được tách khỏi Hwangju và trở thành thành phố, phần còn lại của huyện chủ yếu phát triển nông nghiệp.

## Hành chính
Huyện được chia thành 1 thị trấn (ŭp) và 14 xã (ri).
| Tên            | Chosŏn'gŭl | Chữ Hán | Hán Việt        |
| -------------- | ---------- | ------- | --------------- |
| Hwangju        | 황주읍     | 黃州邑  | Hoàng Châu ấp   |
| Changch'ŏn-ri  | 장천리     | 長川里  | Trường Xuyên lí |
| Changsa-ri     | 장사리     | 長沙里  | Trường Sa lí    |
| Ch'imch'on-ri  | 침촌리     | 沈村里  | Thẩm Thôn lí    |
| Ch'ŏldo-ri     | 철도리     | 鐵島里  | Thiết Đảo lí    |
| Ch'ŏngryong-ri | 청룡리     | 靑龍里  | Thanh Long lí   |
| Ch'ŏngun-ri    | 청운리     | 靑雲里  | Thanh Vân lí    |
| Ch'ŏnju-ri     | 천주리     | 天柱里  | Thiên Trụ lí    |
| Hukkyo-ri      | 흑교리     | 黑橋里  | Hắc Kiều lí     |
| Inp'o-ri       | 인포리     | 仁浦里  | Nhân Phố lí     |
| Koyŏn-ri       | 고연리     | 高淵里  | Cao Uyên lí     |
| Kŭmsŏk-ri      | 금석리     | 錦石里  | Cẩm Thạch lí    |
| Kup'o-ri       | 구포리     | 九浦里  | Cửu Phố lí      |
| Kwangch'ŏn-ri  | 광천리     | 光川里  | Quang Xuyên lí  |
| Naewe-ri       | 내외리     | 內外里  | Nội Ngoại lí    |
| Oesang-ri      | 외상리     | 外上里  | Ngoại Thượng lí |
| P'onam-ri      | 포남리     | 浦南里  | Phố Nam lí      |
| Ryongch'ŏn-ri  | 룡천리     | 龍川里  | Long Xuyên lí   |
| Ryonggung-ri   | 룡궁리     | 龍宮里  | Long Cung lí    |
| Samhun-ri      | 삼훈리     | 三勳里  | Tam Huân lí     |
| Samjŏn-ri      | 삼전리     | 三田里  | Tam Điền lí     |
| Samjŏng-ri     | 삼정리     | 三井里  | Tam Tĩnh lí     |
| Sinsang-ri     | 신상리     | 新上里  | Tân Thượng lí   |
| Sokjŏng-ri     | 석정리     | 石井里  | Thạch Tĩnh lí   |
| Sŏksan-ri      | 석산리     | 石山里  | Thạch Sơn lí    |
| Sŏnbong-ri     | 선봉리     | 仙峰里  | Tiên Phong lí   |
| Sunch'ŏn-ri    | 순천리     | 順天里  | Thuận Thiên lí  |
| Taedong-ri     | 대동리     | 大東里  | Đại Đông lí     |
| Unsŏng-ri      | 운성리     | 雲城里  | Vân Thành lí    |